# فيليبي دياز هينريكز
فيليبي دياز هينريكز (بالإسبانية: Felipe Díaz Henríquez)‏ هو لاعب كرة قدم تشيلي، ولد في 9 أغسطس 1983 في سانتياغو في تشيلي. لعب مع سانتياغو مورنينغ ‏.

## وصلات خارجية
- فيليبي دياز هينريكز على موقع قاعدة بيانات كرة القدم.إي يو (الإنجليزية)
- فيليبي دياز هينريكز على موقع Soccerway.com (الإنجليزية)
- فيليبي دياز هينريكز على موقع AS.com (الإسبانية)